# Rosa 'Pierre de Ronsard'
'Pierre de Ronsard' (el nombre de la obtención registrada de 'MEIviolin'®.), es un cultivar de rosa que fue conseguido en Francia en 1985 por el rosalista francés Jacques Mouchotte trabajando para Meilland.

## Descripción
'Pierre de Ronsard' es una rosa moderna cultivar del grupo "Romantica Series" Trepador.
El cultivar procede del cruce de Semillas : 'Danse des Sylphes' x  'Händel' y Polen : 'Pink Wonder, Cl.'.
Las formas trepadoras del cultivar tienen porte erguido y alcanza de 100 a 365 cm de alto. Las hojas son medias de color verde oscuro y semi brillante.
Sus delicadas flores de color crema con bordes de las hojas de color rosa carmín. Fragancia moderada. Rosa de diámetro medio de 3" con 55 a 60 pétalos. La flor con forma amplia, muy plena de 41 o más pétalos, generalmente en flor solitaria destacada. Formas de floración globulares en copa. 
Florece en forma prolífica a lo largo de la temporada. Primavera o verano son las épocas de máxima floración, si se le hacen podas más tarde tiene después floraciones dispersas.

## Origen
El cultivar fue desarrollado en Francia por el prolífico rosalista francés Jacques Mouchotte trabajando para Meilland en 1985.
'Pierre de Ronsard' es una rosa híbrida triploide con ascendentes parentales de Semillas : 'Danse des Sylphes' x  'Händel' y Polen : 'Pink Wonder, Cl.'.
La obtención fue registrada bajo el nombre cultivar de 'MEIviolin'® por Jacques Mouchotte en 1985 y se le dio el nombre comercial de exhibición 'Pierre de Ronsard'™.
También se le reconoce por los sinónimos de 'MEIviolin'®, 'Eden', 'Eden Climber'™, 'Eden Rose 85', 'Eden Rose 88', y 'Pierre de Ronsard ® Grimpant'.
- La rosa fue creada por Jacques Mouchotte en Francia antes de 1985 e introducida en el resto de los Francia por "Meilland International" en 1985 como 'Pierre de Ronsard'.[1]
- La rosa fue introducida en el mercado de los Estados Unidos con la patente "United States - Patent No: PP 6,892  on  4 Jul 1989/Application  on  28 Apr 1988/The patent application describes MEIviolin as a climbing shrub".[1]

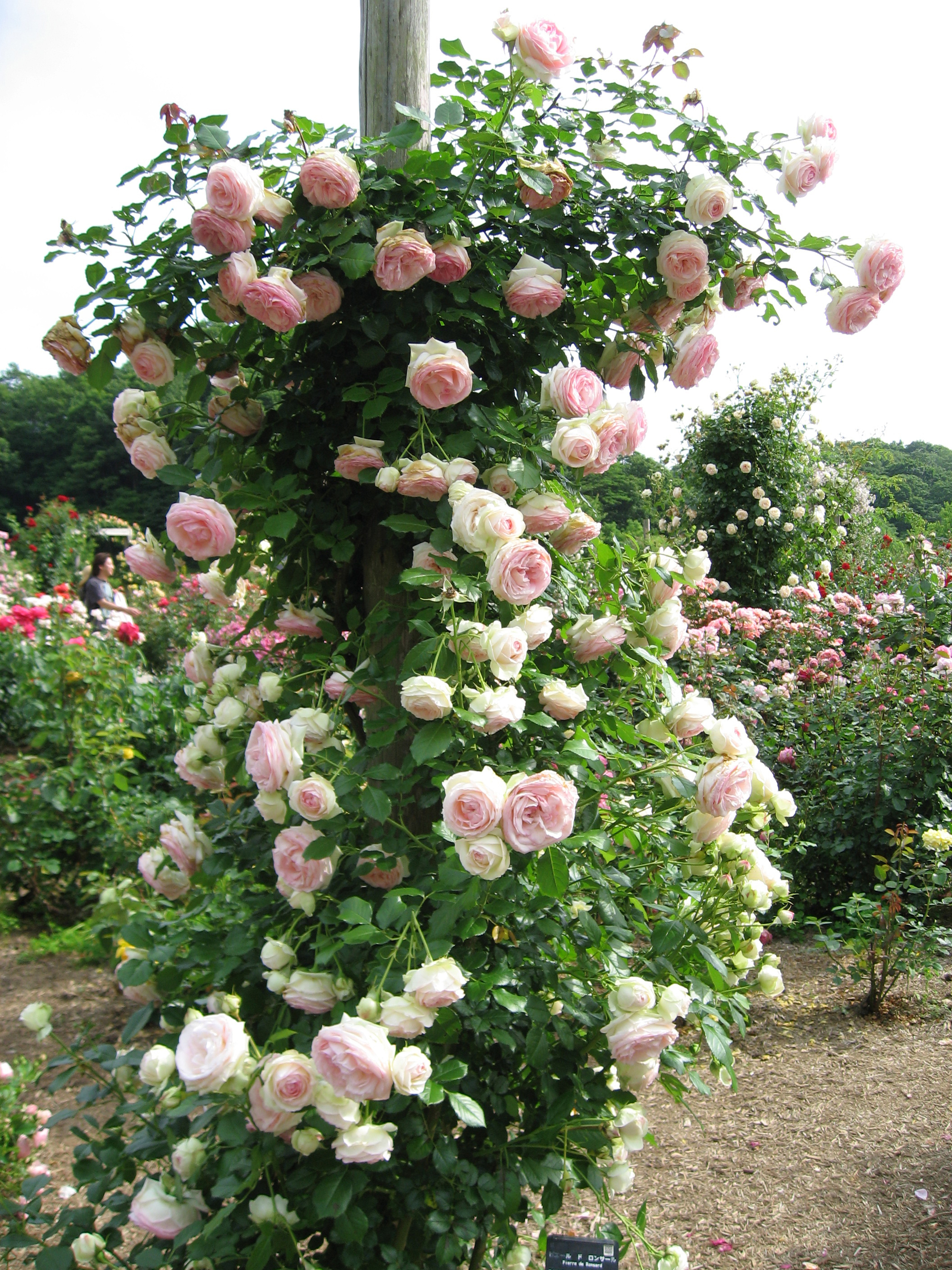
'Pierre de Ronsard' en el "Flower Festival Commemorative Park
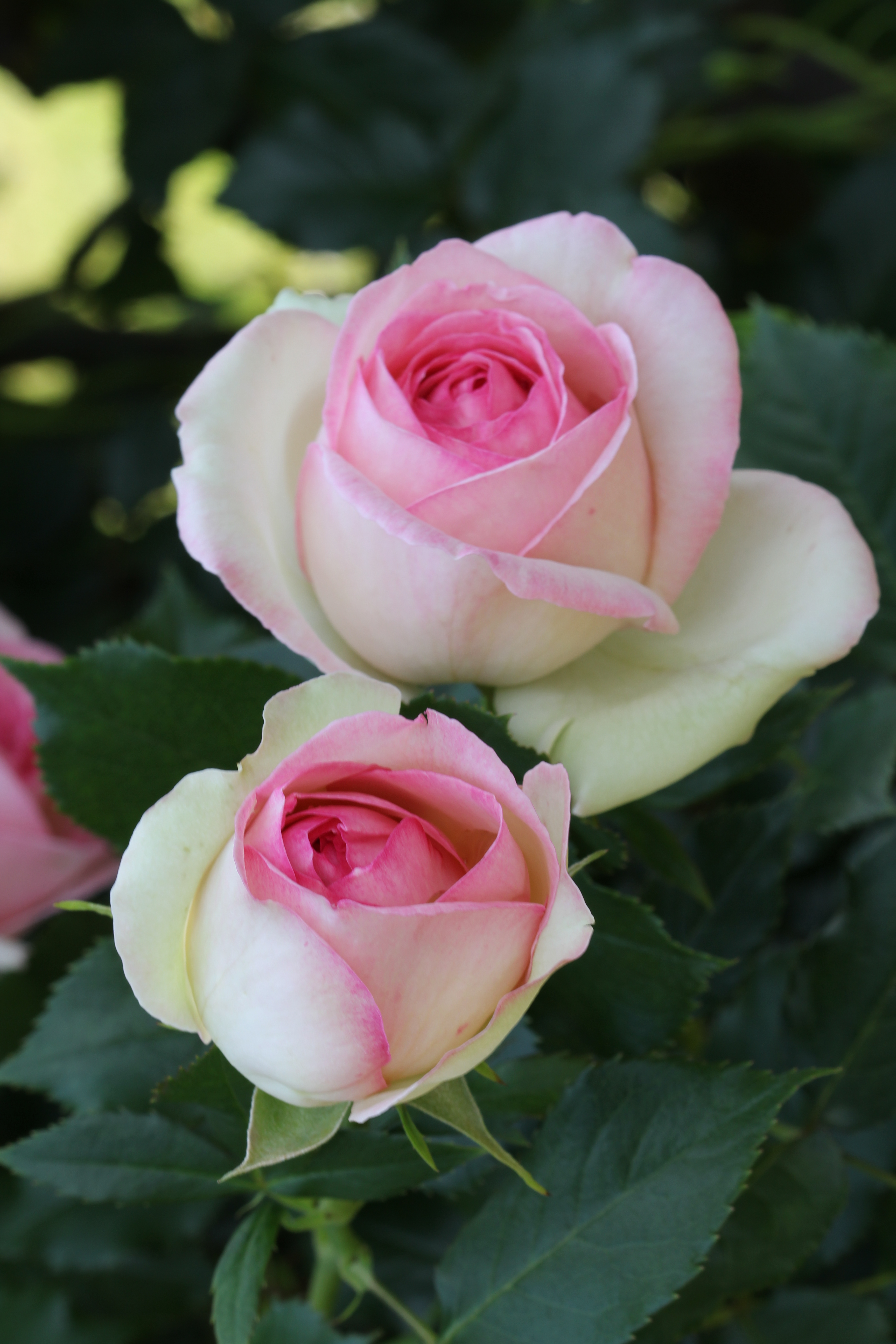
'Pierre de Ronsard'
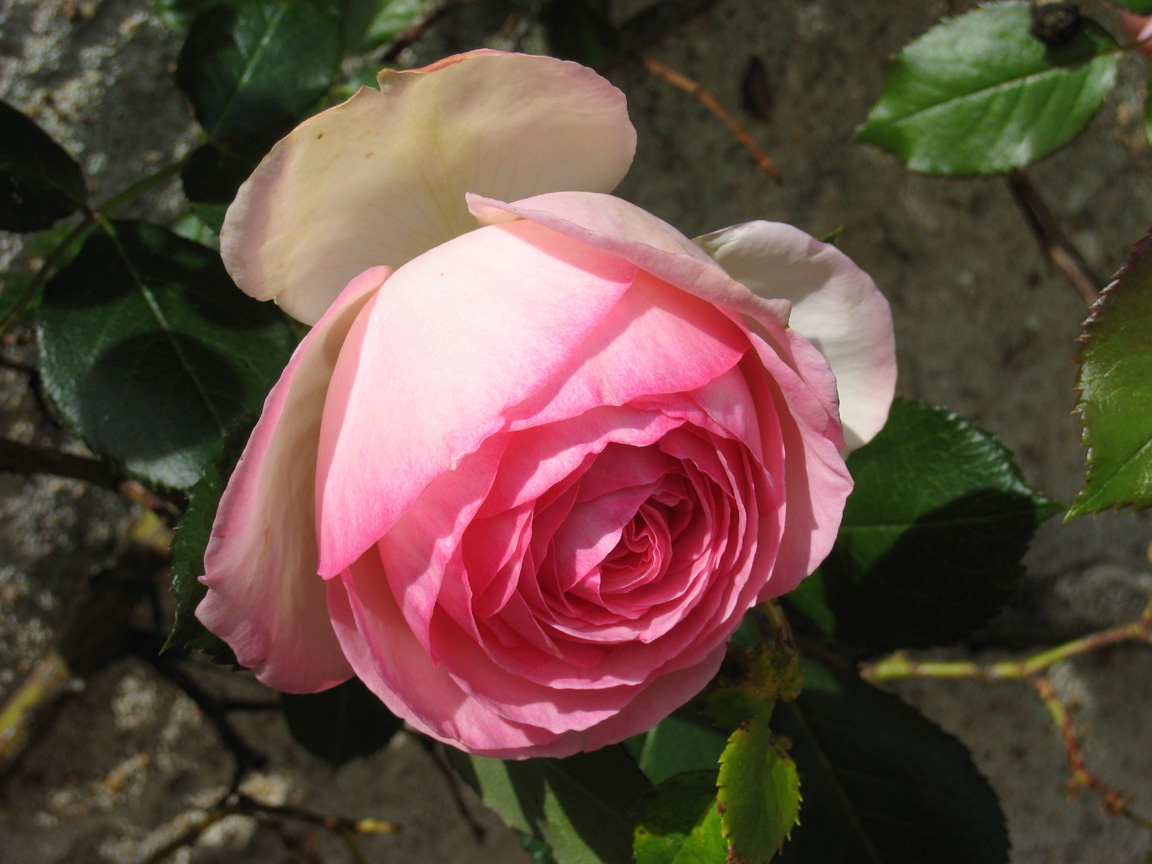
'Pierre de Ronsard'
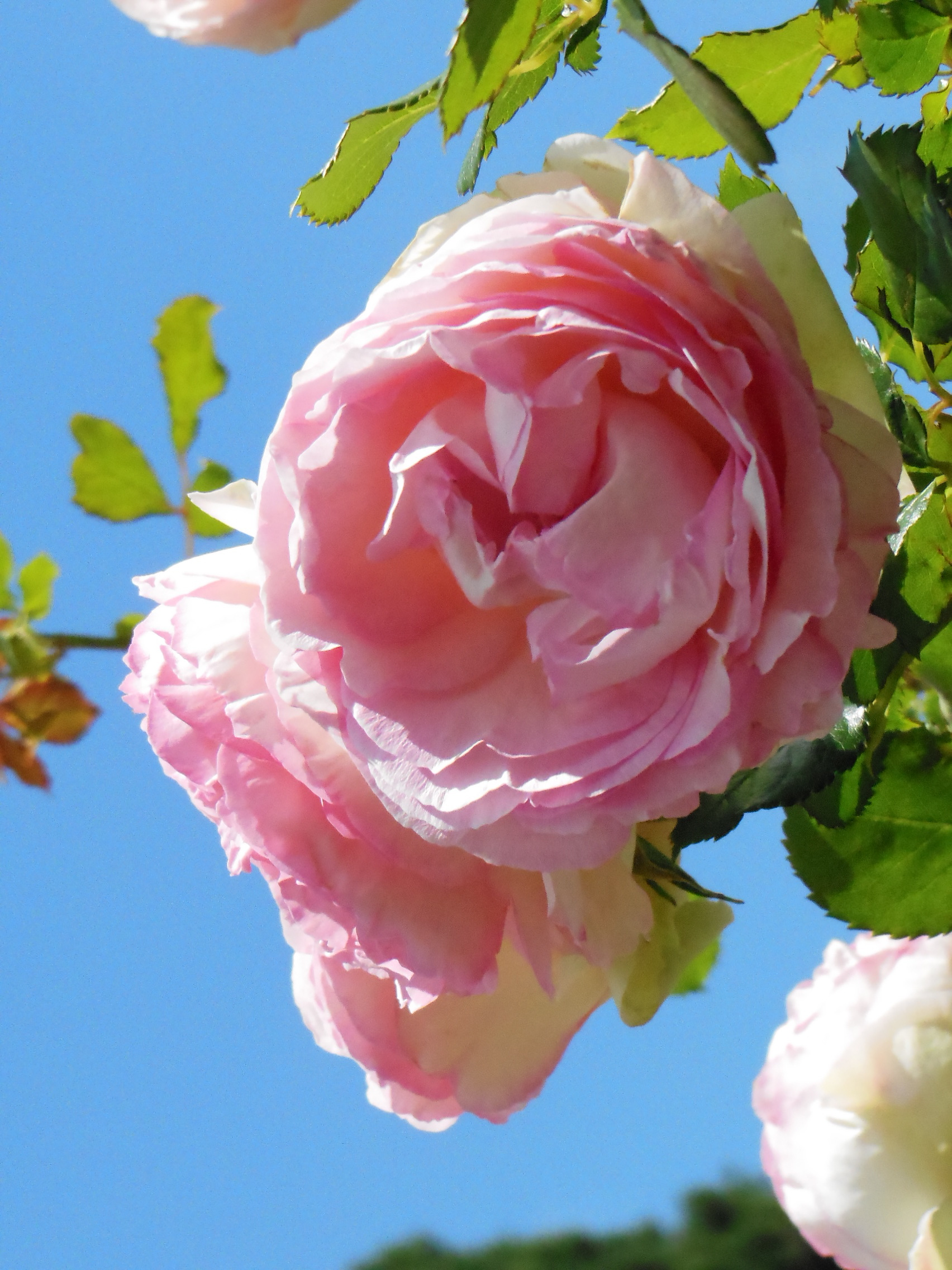
'Pierre de Ronsard' en el Roseto di Roma Capitale.

## Premios y galardones
- Worlds Favorite Rose 2006.

## Cultivo
Aunque las plantas están generalmente libres de enfermedades, es posible que sufran de punto negro en climas más húmedos o en situaciones donde la circulación de aire es limitada. Susceptible al mildiu.
Las plantas toleran la sombra, a pesar de que se desarrollan mejor a pleno sol. En América del Norte son capaces de ser cultivadas en USDA Hardiness Zones 5b a 9b. La resistencia y la popularidad de la variedad han visto generalizado su uso en cultivos en todo el mundo.
Puede ser utilizado para las flores cortadas, jardín o paisaje. Vigorosa. En la poda de Primavera es conveniente retirar las cañas viejas y madera muerta o enferma y recortar cañas que se cruzan. En climas más cálidos, recortar las cañas que quedan en alrededor de un tercio. En las zonas más frías, probablemente hay que podar un poco más que eso. Requiere protección contra la congelación de las heladas invernales.

## Obtencionesyvariedadesderivadas
Debido a las características deseables de la rosa 'Pierre de Ronsard', se ha utilizado como ascendente parental en cruces con otras variedades para conseguir híbridos obtentores de nuevas rosas, así:

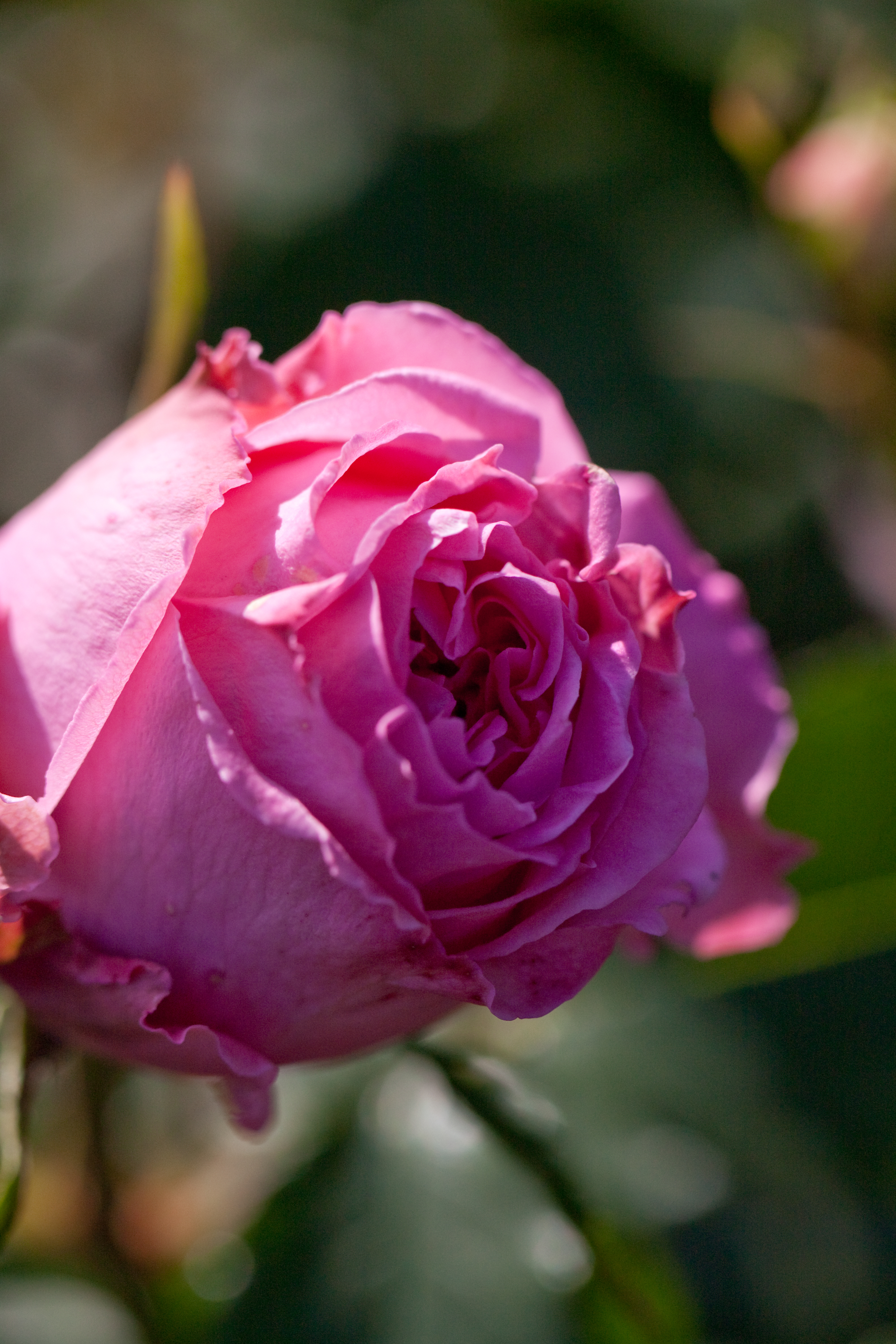
'Auguste Renoir', Meilland <1992. Rosa híbrido de cruce con ascendentes parentales de [ 'Versailles' x 'Pierre de Ronsard' ] x 'Kimono'.